# Rubinen
Rubinen är en roman från 2005 av Herman Lindqvist. Den är en fristående uppföljare på Krokodilen som kom ut 2003.

## Handling
Legosoldaten Magnus Könich, som är ättling i rakt nedstigande led från Karl Knutsson (Bonde), planerar att genomföra ett attentat för att ta sig till Sveriges tron. Journalisten Eric Lagerfelt hittar i Paris sin förfaders dagbok från franska revolutionen. Denna förfader ska ha fått i uppdrag av Marie-Antoinette att ta med en stor rubin till Stockholm. Könich och Lagerfelt möts under dramatiska former.